# Sirius Knoll
Der Sirius Knoll ist ein markanter, vereister und 1010 m hoher Berg im Grahamland auf der Antarktischen Halbinsel. Er markiert das nordöstliche Ende des Detroit-Plateaus im Zentrum der Trinity-Halbinsel.
Der Falkland Islands Dependencies Survey kartierte ihn 1946 und benannte ihn nach dem Doppelstern Sirius im Sternbild des Großen Hundes.